# Rosela Webster
Rosela Webster – australijska zapaśniczka walcząca w stylu wolnym.
Srebrna medalistka mistrzostw Oceanii w zapasach w 2006 i mistrzyni Oceanii juniorów w tym samym roku. 